# Manuel José Alvarenga de Sousa Santos
Manuel José Alvarenga de Sousa Santos GCC (Torres Novas, Santa Maria, 10 de Março de 1940) é um General piloto-aviador português.

## Biografia
General da Força Aérea Portuguesa, foi o 16.º Chefe do Estado-Maior-General das Forças Armadas de Portugal de 12 de Outubro de 2000 a 22 de Outubro de 2002.

### Condecorações[2][3]
- Cruz de Primeira Classe com Distintivo Branco da Ordem do Mérito Aeronáutico de Espanha (17 de Setembro de 1980)
- Excelentíssimo Senhor Grã-Cruz com Distintivo Branco da Ordem do Mérito Aeronáutico de Espanha (28 de Outubro de 1982)
- Medalha do Mérito Santos-Dumont do Brasil (28 de Outubro de 1992)
- Grande-Oficial da Ordem do Mérito Aeronáutico do Brasil (21 de Novembro de 2000)
- Grã-Cruz da Ordem Militar de Nosso Senhor Jesus Cristo de Portugal (3 de Março de 2004)